# 皮亞特基夫卡
48°19′8″N 29°23′0″E / 48.31889°N 29.38333°E
皮亞特基夫卡（烏克蘭語：П'ятківка），是烏克蘭的村落，位於該國西南部文尼察州，由海辛區負責管轄，始建於1200年，面積52平方公里，海拔高度166米，2022年人口1,123，人口密度每平方公里35.4人。